# Karrar Jassim
Karrar Jassim (em árabe: كرار جاسم; An-Najaf, 11 de junho de 1987) é um futebolista profissional iraquiano, meia-atacante, milita no Tractor Sazi F.C.